# Людвіг Кегль
Людвіг Кегль (нім. Ludwig Kögl, нар. 7 березня 1966, Пенцберг) — німецький футболіст, що грав на позиції півзахисника.
Виступав, зокрема, за клуби «Баварія» та «Штутгарт», а також національну збірну Німеччини.
Шестиразовий чемпіон Німеччини. Володар Кубка Німеччини. 

## Клубна кар'єра
Народився 7 березня 1966 року в місті Пенцберг. Вихованець юнацьких команд футбольних клубів «Пенцберг», «Штарнберг» та «Мюнхен 1860».
У дорослому футболі дебютував 1983 року виступами за команду клубу «Мюнхен 1860», в якій провів один сезон, взявши участь у 12 матчах чемпіонату. 
Своєю грою за цю команду привернув увагу представників тренерського штабу клубу «Баварія», до складу якого приєднався 1984 року. Відіграв за мюнхенський клуб наступні шість сезонів своєї ігрової кар'єри. Більшість часу, проведеного у складі мюнхенської «Баварії», був основним гравцем команди. Виступи Кегля за «Баварію» припали на період майже безумовного домінування мюнхнської команди у німецькій футбольній першості. У 5 з 6 сезонів, проведених Кеглєм у цій команді, він ставав чемпіоном Німеччини. У сезоні 1985/86 він також виборов титул володаря Кубка Німеччини. 1987 року дійшов з командою до фіналу Кубка європейських чемпіонів, в якому відкрив рахунок на 25-й хвилині вирішальної гри, яку, утім, німці програли португальському «Порту» з рахунком 1:2.
1990 року уклав контракт з клубом «Штутгарт», у складі якого провів наступні п'ять років своєї кар'єри гравця. Граючи у складі «Штутгарта» також здебільшого виходив на поле в основному складі команди. 1992 року додав до переліку своїх трофеїв шостий титул чемпіона Німеччини.
Протягом 1996—1999 років захищав кольори команди швейцарського «Люцерна».
Завершив професійну ігрову кар'єру у клубі «Унтергахінг», за команду якого виступав протягом 1999—2001 років.

## Виступи за збірну
1985 року провів два офіційні матчі у складі національної збірної Німеччини.

## Титули і досягнення
- Чемпіон Німеччини (6):

«Баварія»: 1984-1985, 1985-1986, 1986-1987, 1988-1989, 1989-1990
«Штутгарт»: 1991-1992
- Володар Кубка Німеччини (1):

«Баварія»: 1985-1986
- Володар Суперкубка Німеччини (1):

«Штутгарт»: 1992